# 桑德萊克鎮區 (明尼蘇達州艾塔斯卡縣)
桑德萊克鎮區（英語：Sand Lake Township）是位於美國明尼蘇達州艾塔斯卡縣的一個行政鎮區。

## 地方資料
桑德萊克鎮區的面積為97.33平方千米，當中陸地面積為76.52平方千米，而水域面積為20.81平方千米。根據2020年美國人口普查的數據，當地共有人口184人，而人口密度為每平方千米1.89人。